# Herbessus
Herbessus is een monotypisch geslacht van spinnen uit de  familie van de Thomisidae (krabspinnen).

## Soort
- Herbessus decorsei Simon, 1903